# A. J. Watson
Pour les articles homonymes, voir Watson.
A. J. Watson (1924–2014) était un chef mécanicien et constructeur de voitures de course monoplaces, dont les productions ont remporté à six reprises les 500 miles d'Indianapolis, entre 1956 et 1964, année de la dernière victoire d'un « roadster » à moteur avant. L'avènement des monoplaces à moteur arrière sur les pistes américaines mit fin à la domination des Watson en championnat USAC. A. J. Watson cessa son activité en 1984.